# Liowa Geworkian
Liowa Geworkian (orm. Լյովա Գևորգյանը; ur. 2002) – ormiański zapaśnik walczący w stylu wolnym. Zajął czternaste miejsce na mistrzostwach Europy w 2024. Brązowy medalista wojskowych MŚ w 2021. Drugi na MŚ juniorów w 2021. Mistrz Europy juniorów w 2021 i 2022. Mistrz Europy kadetów i trzeci na MŚ w 2019 roku.